# Rosemary Nelson
Rosemary Nelson (4 de septiembre de 1958 – 15 de marzo de 1999) fue una destacada abogada irlandesa defensora de los derechos humanos. Falleció en un atentado perpetrado en 1999 por un grupo paramilitar unionista. Se ha sugerido que las Fuerzas de Seguridad Británicas pudieron estar relacionadas con su asesinato. Sin embargo, los hallazgos de una investigación que se prolongó durante quince meses arrojaron que no había ninguna evidencia de connivencia entre los paramilitares unionistas y los servicios secretos o de seguridad. El informe añadió que no se podía descartar la posibilidad de que algunos miembros de las fuerzas de seguridad, por su cuenta, estuvieran envueltos en el caso.

## Carrera
Nelson, apellidada de soltera Magee, se graduó en derecho en la Universidad Queen's de Belfast. Trabajó con otros abogados durante varios años antes de constituirse como abogada por sí misma. Nelson representó a clientes en una serie de destacados casos como el de Michael Caraher, un francotirador del Ejército Republicano Irlandés Provisional, así como un paramilitar republicano acusado de matar a dos oficiales del Royal Ulster Constabulary, la Policía Real del Ulster). También representó a la Coalición de Residentes de Garvaghy Road en las proximidades de Portadown en el conflicto de Drumcree en contra de la Orden de Orange y el RUC, el cual se prolongó durante largo tiempo.

## Asesinato
Nelson avisó que había recibido amenazas de muerte de miembros del RUC como consecuencia de su actividad jurídica. Muchos de sus clientes denunciaron también que oficiales del RUC la habían amenazado también a través de ellos en numerosas ocasiones. En 1998, el Relator Especial de las Naciones Unidas para la Independencia de Jueces y Abogados, Param Cumaraswamy, señaló esas amenazas en su informe anual, y afirmó en una entrevista en televisión que creía que la vida de Nelson podía estar en peligro. Realizó varias recomendaciones al gobierno británico en cuanto a las amenazas de policías a abogados, sobre las cuales no se tomó ninguna acción. Más tarde y ese mismo año, Nelson testificó frente a un comité del Congreso de los Estados Unidos que investigaba sobre los derechos humanos en Irlanda del Norte, confirmando que esas amenazas de muerte iban dirigidas a ella y sus tres hijos.
Nelson fue asesinada a la edad de cuarenta años mediante un coche bomba situado fuera de su casa en Lurgan, Condado de Armagh, en 1999. Un grupo paramilitar unionista que se hacía llamar los Defensores de la Mano Roja reclamaron la autoría del atentado. Le sobrevivieron su esposo y sus tres niños.

## Reconocimiento póstumo
En 2004, el juez Peter Cory recomendó en su informe, The Cory Collusion Inquiry, que se iniciara una investigación de las circunstancias que rodearon la muerte de Nelson.
Nelson fue galardonada de manera póstuma con el Premio al coraje civil de la Fundación Train, el cual reconoce a las personas que han realizado actos extraordinarios de resistencia inquebrantable ante el mal, asumiendo un gran riesgo personal.

## Investigación
La investigación resultante en relación con el asesinato se abrió en abril de 2005, en el Centro Cívico de Craigavon, Condado de Armagh. En septiembre de 2006 el Servicio de Seguridad Británico MI5 anunció que comparecería en la investigación. Este movimiento provocó las críticas de la familia de Nelson, los cuales según consta, expresaron su preocupación ante la posibilidad de que el MI5 eliminara información sensible o clasificada.

### El informe de la investigación
Los resultados de la investigación fueron publicados el 23 de mayo de 2011. Las pesquisas arrojaron que no había pruebas de colaboración entre las agencias del estado y los unionistas que la asesinaron, pero que igualmente, dichas agencias no tomaron las amenazas contra ella en serio en ningún momento, no investigándolas de manera apropiada. El informe estableció también que miembros del Cuerpo de Policía Real del Ulster la habían legitimado como un objetivo cuando la atacaron e insultaron en público en Portadown, dos años antes de su muerte. Igualmente se notó que no se podía descartar la posibilidad de que miembros de las fuerzas de seguridad, en solitario, pudieran estar implicados en el ataque con coche bomba que acabó con su vida.